# Simon van der Geest (Schriftsteller)

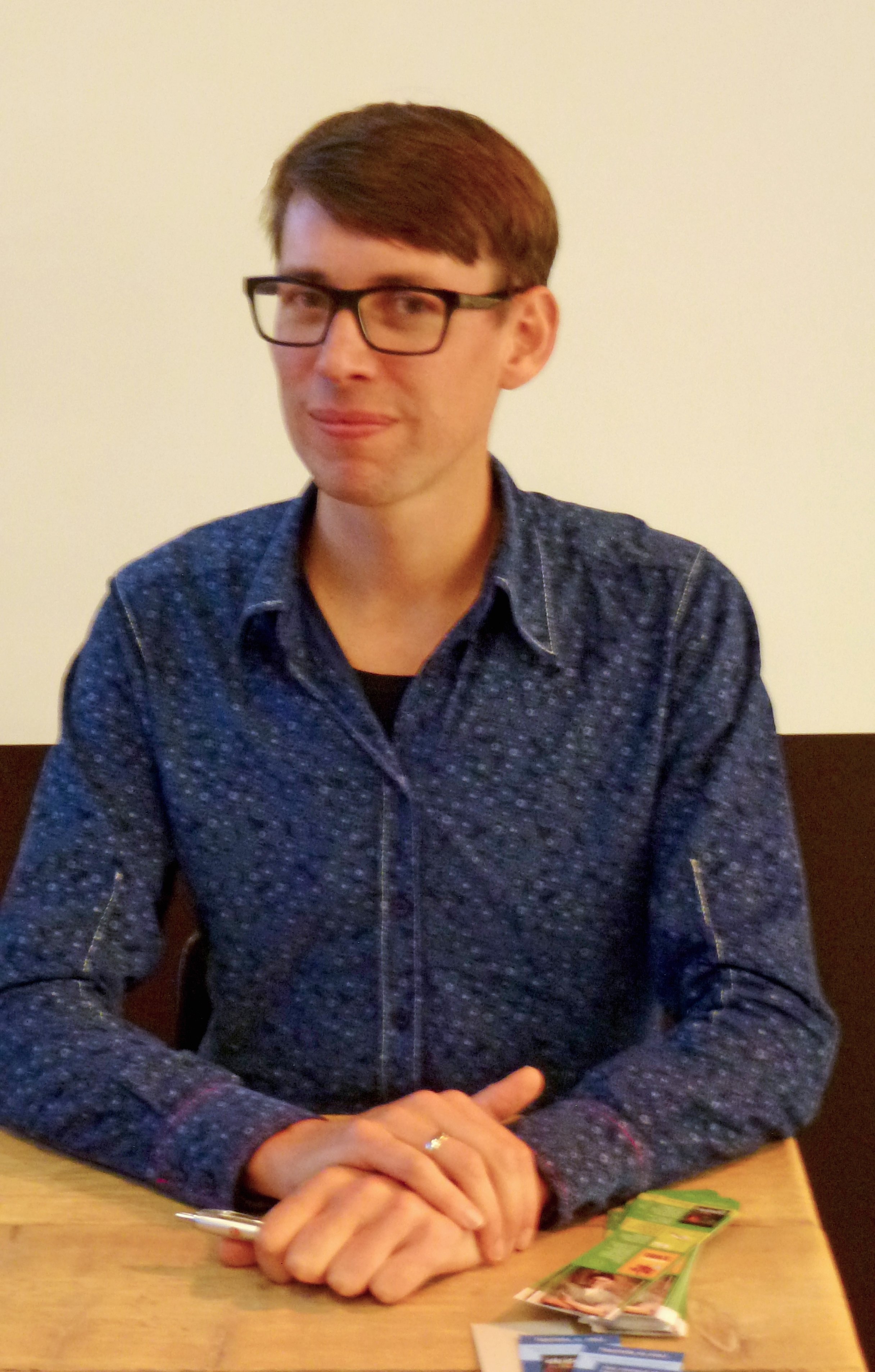
Simon van der Geest (2015)

Simon van der Geest (* 12. Februar 1978 in Gouda, Provinz Südholland, Niederlande) ist ein niederländischer Schriftsteller. Er verfasste seit 2009 fünf Theaterstücke sowie fünf Kinderbücher, von denen zwei auch in deutscher Übersetzung vorliegen. Krasshüpfer, die deutsche Fassung des Stückes Spinder, feierte im Jahr 2015 Premiere am Staatstheater Mainz.
Bei den auf Deutsch vorliegenden Büchern van der Geests handelt es sich um Der Sommer, in dem ich berühmt werde (ohne dass meine Eltern es merken) (dt. 2011; im Original 2009: Geel Gras) und um Krasshüpfer (dt. 2016; im Original 2012: Spinder).
Für sein literarisches Werk wurde er zwei Mal in kurzer Zeitfolge mit dem Gouden Griffel (2011, 2013), dem wichtigsten Preis für Kinder- und Jugendliteratur in den Niederlanden, ausgezeichnet. Die deutsche Presse beschrieb Krasshüpfer als »verstörend und unerhört spannend« (Die Welt), »mitreißend, packend und sehr ungewöhnlich« (Deutschlandradio) sowie als »ein weiteres Bravourstück« (Badische Zeitung).

## Leben
Van der Geest studierte an der Hochschule der Künste in Arnheim Theaterpädagogik. Wegen seiner Liebe für das Schreiben von Bühnenstücken besuchte er anschließend das Dramatiker-Programm an der Schule der Künste in Utrecht. Er schreibt Geschichten und Gedichte für Kinder und gibt Theaterkurse für Jugendliche.
Sein Debüt Der Sommer, in dem ich berühmt werde erzählt die Abenteuer von Finja und Jantwan.  Das Buch erhielt begeisterte Kritiken in der nationalen Presse und soll von dem Produzenten Paul Voorthuysen und der Regisseurin Barbara Bredero verfilmt werden.
Im Jahr 2010 erschien Dissus, van der Geests Version der Odyssee für Jugendliche. Die Illustrationen stammen von Jan Jutte. Das Buch erhielt den Goldenen Griffel der CPNB, den Preis für das beste niederländische Kinderbuch des Jahres. Die Jury lobte van der Geests virtuose Sprache und die treffend beschriebenen Gefühle. Mit seinem Buch Spinder konnte er den Preis noch einmal gewinnen.
Im Oktober 2014 wurde bekannt gegeben, dass van der Geest als Autor für das Geschenkbuch der Kinderboekenweek für das Jahr 2015 ernannt wurde. Der Titel war Per ongelukt!. Die Illustrationen stammen von Karst-Janneke Rogaar, die auch schon Spinder illustriert hat.
2016 war er Jurymitglied der Auszeichnung Das außergewöhnliche Buch des Kinder- und Jugendprogramms des Internationalen Literaturfestivals Berlin.

## Literarisches Werk

### Geel Gras(2009) /Der Sommer, in dem ich berühmt werde (ohne dass meine Eltern es merken)(2011)
Geel Gras ist Van der Geest Debüt und erschien wie seine folgenden Bücher beim niederländischen Verlag Querido. Es erzählt die Geschichte der 11-jährigen Finja, die von ihren Eltern auf einem Campingplatz vergessen wird.

### Dissus(2010)
Für Dissus ließ van der Geest sich von der Odyssee inspirieren und gewann damit den Gouden Griffel. Dieses Lyrik-Buch für Jugendliche wurde von Jan Jutte illustriert. 2017 erschien es in der Übersetzung von Rolf Erdorf unter dem Titel Dysseus beim Thienemann Verlag.

### Spinder(2013) /Krasshüpfer(2016)
Für Spinder wurde van der Geest ebenfalls mit dem Gouden Griffel ausgezeichnet. 2016 erschien die Übersetzung unter dem Titel Krasshüpfer beim Thienemann Verlag. Mirjam Pressler besorgte die Übersetzung.

### Zapp Mattheus(2014)
Mit Zapp Mattheus hat van der Geest die Matthäus-Passion von Johann Sebastian Bach jungen Erwachsenen zugänglich gemacht.

### Spikerzwijen(2015) /Das Abrakadabra der Fische(2019)
Die 12-jährige Vonkie ist auf dem Hof ihres Großvaters zu Besuch. Sie ist traurig, weil ihre Eltern sich streiten und gelangweilt von ihrem Aufenthalt. Doch ihr Großvater Spijker versucht sie aufzumuntern, indem er ihr Geschichten über die Vergangenheit erzählt; darüber wie er mit seinen fünf Brüdern Abenteuer erlebt und Streiche gespielt hat. Doch Vonkie fällt auf, dass er bestimmte Details auslässt. Warum hat er keinen Kontakt mehr zu seinem Lieblingsbruder und wieso darf sie nicht in die Nähe der alten Mühle? Zusammen mit ihrem Cousin Sven versucht Vonkie, das Geheimnis ihres Großvaters zu lüften.
2019 erschien die Übersetzung unter dem Titel Das Abrakadabra der Fische beim Thienemann Verlag. Mirjam Pressler besorgte die Übersetzung.

### Per ongelukt!(2015)
„Per ongelukt!“ ist ein Buch van der Geests für die Kinderboekenweek, das von Karst-Janneke Rogaar illustriert wurde.
Die Mutter des 10-jährigen Ro ist unschuldig ins Gefängnis gekommen und nun versucht ihr Sohn mit seinem besten Freund Archie sie von der Insel im Wattenmeer zu befreien. Gemeinsam hecken sie verschiedene Pläne aus. Werden sie es schaffen, Ros Mutter mit einem Heißluftballon aus Zelten zu retten? Für dieses Buch ließ sich Van der Geest von Natur, Wissenschaft und Technik inspirieren.

## Bibliographie
| Originalausgabe | Deutsche Übersetzung | Gattung                 | Bemerkungen                                              |
| --- | --- | ----------------------- | -------------------------------------------------------- |
| 2009: Geel Gras, Simon van der Geest (Text), Querido Verlag (Amsterdam), ISBN 978-9-045-10987-9                                                                         | 2011: Der Sommer, in dem ich berühmt werde (ohne dass meine Eltern etwas davon merken), Eva Schweikart (Übersetzung), Verlagsgruppe Oetinger (Hamburg), ISBN 978-3-7891-5003-6 | Kinderbuch              |                                                          |
| 2010: Dissus, Simon van der Geest (Text), Jan Jutte (Illustration), Querido Verlag (Amsterdam), ISBN 9045110822                                                         | | Bilderbuch / Kinderbuch | Van der Geest gewann 2011 den Gouden Griffel für Dissus  |
| 2013: Spinder, Simon van der Geest (Text), Karst-Janneke Rogaar (Illustration), Querido Verlag (Amsterdam), ISBN 978-90-451-1297-8                                      | 2016: Krasshüpfer, Mirjam Pressler (Übersetzung), Thienemann-Esslinger Verlag (Stuttgart), ISBN 978-3-522-18425-0                                                              | Kinderbuch              | Van der Geest gewann 2013 den Gouden Griffel für Spinder |
| 2014: Zapp Mattheus, Simon van der Geest (Text), Querido Verlag (Amsterdam), ISBN 978-90-451-1655-6                                                                     | | Jugendbuch / Lyrik      | Nicht in deutschsprachiger Übersetzung erschienen        |
| 2015: Spijkerzwijgen, Simon van der Geest (Text), Querido Verlag (Amsterdam), ISBN 978-90-451-1681-5                                                                    | | Kinderbuch              | Nicht in deutschsprachiger Übersetzung erschienen        |
| 2015: Per ongelukt!, Simon van der Geest (Text), Karst-Janneke Rogaar (Illustration), Querido Verlag (Amsterdam)                                                        | | Bilderbuch / Kinderbuch | Geschenkbuch der Kinderboekenweek                        |
| 2020: Het werkstuk of hoe ik verdween in de jungle, Simon van der Geest (Text), Karst-Janneke Rogaar (Illustration), Querido Verlag (Amsterdam), ISBN 978-90-214-1486-7 | 2021: Der Urwald hat meinen Vater verschluckt, Andrea Kluitmann (Übersetzung), Thienemann-Esslinger Verlag, Stuttgart, ISBN 978-3-522-18568-4                                  | Kinderbuch              |                                                          |

## Nominierungen und Auszeichnungen
| Jahr | Werk                  | Auszeichnung                                 |
| ---- | --------------------- | -------------------------------------------- |
| 2011 | Dissus                | Gouden Griffel                               |
| 2013 | Spinder               | Gouden Griffel                               |
| 2013 | Spinder               | Jan Wolkers Prijs                            |
| 2017 | Krasshüpfer (Spinder) | Nominiert für Deutschen Jugendliteraturpreis |

## Öffentliche Auftritte
- September 2016: Kinder- und Jugendprogramm des 16. Internationalen Literaturfestivals Berlin